# Livingston Energy Flight
Livingston Energy Flight fue una aerolínea basada en Milán, Italia y La segunda más grande de Italia. Operaba servicios regulares y chárter conectando la mayoría de las ciudades de Italia a destinos de vacaciones en el Caribe, Centro y Suramérica, Océano Índico, África, el Mar Mediterráneo y el Oriente Medio. Su principal centro de operaciones se concentraba en el Aeropuerto de Milán-Malpensa, en Milán.

## Historia
Livingston fue creada el 13 de enero de 2003 y comenzó operaciones en mayo del 2003. Lauda Air Italy había sido creada en 1990 y fue la mayor propietaria de la línea aérea controlada por Niki Lauda, mientras los restantes partícipes estuvieron con el Gruppo Ventaglio. El 31 de marzo del 2003, Gruppo Ventaglio compró las acciones de Volante y unió a Lauda Air Italy con Livingston bajo la compañía socia Livingston Aviation Group, Viaggi del Ventaglio Group es su propietaria y tiene 144 empleados (a marzo de 2007).

## Destinos
AMÉRICA
- Canadá
  - Toronto - Aeropuerto Internacional Toronto Pearson

- Chile
  - Santiago de Chile - Aeropuerto Internacional Arturo Merino Benítez

- Colombia
  - Bogotá - Aeropuerto Internacional El Dorado
  - Cartagena - Aeropuerto Internacional Rafael Nuñez

- Curazao
  - Willemstad - Aeropuerto Internacional Hato

- Ecuador
  - Quito - Antiguo Aeropuerto Internacional Mariscal Sucre

- Estados Unidos
  - Fort Lauderdale - Aeropuerto Internacional de Fort Lauderdale-Hollywood
  - Nueva York - Aeropuerto Internacional John F. Kennedy
  - San Francisco - Aeropuerto Internacional de San Francisco
  - Los Ángeles - Aeropuerto Internacional de Los Ángeles
  - Miami - Aeropuerto Internacional de Miami
  - Phoenix - Aeropuerto Internacional de Phoenix
  - Chicago - Aeropuerto Internacional O'Hare
  - Denver - Aeropuerto Internacional de Denver

- República Dominicana
  - Punta Cana - Aeropuerto Internacional de Punta Cana

- Jamaica
  - Montego Bay - Aeropuerto Internacional Sangster

- México
  - Ciudad de México - Aeropuerto Internacional Benito Juárez
  - Cancún - Aeropuerto Internacional de Cancún

- Argentina
  - Buenos Aires - Aeropuerto Internacional Ministro Pistarini

EUROPA
- Suiza
  - Zúrich - Aeropuerto Internacional de Zúrich
- Francia
  - París - Aeropuerto Charles de Gualle
- Italia
  - Roma - Aeropuerto Internacional Leonardo Da Vinci
  - Pescara - Aeropuerto Internacional de Pescara
  - Milán - Aeropuerto de Milán-Malpensa
  - Milán - Aeropuerto de Milán-Linate
  - Venezia - Aeropuerto Internacional Marco Polo
  - Florencia - Aeropuerto Internacional de Florencia
  - Pisa - Aeropuerto Internacional de Pisa
  - Palermo - Aeropuerto Internacional de Palermo
- España
  - Madrid - Aeropuerto de Madrid-Barajas
- Portugal
  - Funchal - Aeropuerto Internacional de Madeira

ASIA
- Japón
  - Tokio - Aeropuerto Internacional de Narita